# Reiner Margreiter
Reiner Margeiter, né le 26 juin 1975 à Innsbruck, est un lugeur autrichien actif en équipe nationale entre 1995 et 2006.

## Palmarès
- Jeux olympiques
  - Salt Lake City 2002 : 10e
  - Turin 2006 : 12e
- Championnats du monde de luge
  - Sigulda 2003 :  médaille de bronze du simple et de l'épreuve par équipe mixte.
- Coupe du monde
  - Meilleur classement général : 5e en 2001-2002.